# Cremanthodium
Cremanthodium är ett släkte av korgblommiga växter. Cremanthodium ingår i familjen korgblommiga växter.

## Dottertaxa tillCremanthodium, i alfabetisk ordning[1]
- Cremanthodium angustifolium
- Cremanthodium arnicoides
- Cremanthodium atrocapitatum
- Cremanthodium bhutanicum
- Cremanthodium botrycephalum
- Cremanthodium brachychaetum
- Cremanthodium brunneopilosum
- Cremanthodium bulbilliferum
- Cremanthodium bupleurifolium
- Cremanthodium calcicola
- Cremanthodium campanulatum
- Cremanthodium chungdienense
- Cremanthodium citriflorum
- Cremanthodium conaense
- Cremanthodium cordatum
- Cremanthodium coriaceum
- Cremanthodium cucullatum
- Cremanthodium cyclaminanthum
- Cremanthodium daochengense
- Cremanthodium decaisnei
- Cremanthodium delavayi
- Cremanthodium discoideum
- Cremanthodium dissectum
- Cremanthodium ellisii
- Cremanthodium farreri
- Cremanthodium forrestii
- Cremanthodium glandulipilosum
- Cremanthodium glaucum
- Cremanthodium helianthus
- Cremanthodium heterocephalum
- Cremanthodium hookeri
- Cremanthodium humile
- Cremanthodium laciniatum
- Cremanthodium lineare
- Cremanthodium lingulatum
- Cremanthodium microglossum
- Cremanthodium microphyllum
- Cremanthodium nanum
- Cremanthodium nepalense
- Cremanthodium nervosum
- Cremanthodium nobile
- Cremanthodium oblongatum
- Cremanthodium obovatum
- Cremanthodium palmatum
- Cremanthodium petiolatum
- Cremanthodium phyllodineum
- Cremanthodium pilosum
- Cremanthodium pinnatifidum
- Cremanthodium pinnatisectum
- Cremanthodium potaninii
- Cremanthodium prattii
- Cremanthodium principis
- Cremanthodium pseudo-oblongatum
- Cremanthodium pteridophyllum
- Cremanthodium puberulum
- Cremanthodium pulchrum
- Cremanthodium purpureifolium
- Cremanthodium pyrolifolium
- Cremanthodium reniforme
- Cremanthodium rhodocephalum
- Cremanthodium sagittifolium
- Cremanthodium sino-oblongatum
- Cremanthodium smithianum
- Cremanthodium spathulifolium
- Cremanthodium stenactinium
- Cremanthodium stenoglossum
- Cremanthodium suave
- Cremanthodium thomsonii
- Cremanthodium trilobum
- Cremanthodium wardii
- Cremanthodium variifolium
- Cremanthodium yadongense